# Wolfgang Hilbig
Wolfgang Hilbig, né le 31 août 1941 à Meuselwitz et mort le 2 juin 2007 à Berlin, est un poète et romancier allemand.

## Biographie
Hilbig est un ouvrier de métier, qui fut repéré par Franz Fühmann dans les années 1970, auteur allemand reconnu, qui, avec Stefan Heym et Paul Wien entre autres, ouvrait aux jeunes poètes débutants une revue, et les recommandait à l'Association des écrivains, où ils déposaient leur candidature. Hilbig a ainsi obtenu le statut d'artiste libre (freischaffender Künstler).
Selon Ekkehard Mann, il a créé une poésie de l'absence, car il se refusait à tout compromis avec les normes, en particulier avec le réalisme socialiste. Il critique beaucoup la RDA, grâce à une langue éclatée, qui met en évidence le malaise du langage qui planait au-dessus des intellectuels de l'Est. La revue LITTERall a publié plusieurs proses brèves ; la mer gelée, depuis 2006, publie dans chacun de ses numéros (Chien, Maman, Or, Froid) un ou plusieurs poèmes de Hilbig.
Wolfgang Hilbig est enterré au cimetière de Dorotheenstadt de Berlin.

## Œuvres traduites en français
- Textes publiés en volume
- Wolfgang Hilbig, Brigitte Vergne-Cain (traducteur) et Gérard Rudent (traducteur) (trad. de l'allemand), Les bonnes femmes : récit, Paris, Gallimard, coll. « Du monde entier », 1992, 127 p. (ISBN 2-07-072486-7 et 978-2070724864)
- Wolfgang Hilbig, Brigitte Vergne-Cain (traducteur) et Gérard Rudent (traducteur) (trad. de l'allemand), Moi : roman, Paris, Gallimard, coll. « Du monde entier », 1997, 360 p. (ISBN 2-07-073879-5)
- Wolfgang Hilbig (trad. de l'allemand par Brigitte Vergne-Cain), Provisoire, Paris, Editions Métailié, coll. « Bibliothèque allemande », 2004, 260 p. (ISBN 978-2-86424-517-9 et 2864245175)
- Moi, né sous le feu du temps (anthologie poétique), trad. Jean Guégan et Alain Lance, postface Bernard Banoun, Circé 2022.
- Vieille Ecorcherie, trad. Bernard Banoun, L'Extrême Contemporain, 2024.
- Textes publiés en revue
- L’Après-midi, trad. Bernard Genton, LITTERall 9 (1997), p. 44-54.
- « Discours de Kamenz », janvier 1997» [Discours de réception du prix Lessing], trad. B. Vergne-Cain et G. Rudent. Siècle 21 n °13, automne-hiver 2008, p. 35-37
- Herbes somnolentes et La Nuit au bout de la rue, trad. B. Vergne-Cain et G. Rudent, LITTERall 21 (2014)
- « L’odeur des livres », trad. B. Vergne-Cain et G. Rudent, LITTERall n°25 (2019)  Poésie :
- « entre les paradis », trad. Bertrand Badiou et Jean-Claude Rambach, in De l’allemand ; action poétique 89-90 (1982), p. 50-51.
- « Oui, nous détenions l’une des premières places » [extrait de prose de ma rue natale], trad. Gilles Darras, in D’un pays et de l’autre. Poèmes autour de la réunification allemande 1989/1990, choix et préface Karl Otto Conrady, Bruxelles, Le Cri & Jacques Darras, coll. In’hui, 1998, p. 76-79
- « Halte pendant la fuite », trad. Gilles-Bernard Vachon, in Poésie des Allemagnes 1975-2000, Bacchanales 22 (2000), p. 71-73.
- « absence » ; « vous m'avez bâti une maison » ; « perplexité » ; « séjour », « deux textes », « miroirs et scie », poèmes extraits du recueil absence (1977), trad. Philippe Marty, Grèges 5 (2000), p. 16-23.
- « absence », trad. Bernard Banoun, la mer gelée 7 (2016).
- « monologue cinq » ; « mère, ton fils », trad. B. Banoun, la mer gelée 8 (2017).
- « entrée » ; « entre les paradis » ; « Feuilles et ombres », trad. B. Banoun, la mer gelée 9 (2019).
- « mort et savon de toilette », trad. B. Banoun, la mer gelée 10 (2021).
- « Feuilles et ombres » ; « Berlin sublunaire », trad. Jean-René Lassalle